# Ina Colliander
Ina Colliander, född Behrsen 25 juni 1905 i Sankt Petersburg, död 24 november 1985 i Helsingfors, var en finländsk grafiker och målare.
Hon var en av pionjärerna inom den moderna träsnittskonsten i Finland och var vid början av 1930-talet, tillsammans med Ellen Thesleff, den enda kvinnliga grafikern.

## Biografi
Ina Colliander var dotter till arkitekten Richard Georg Behrsen och Lydia Louise von Golicke. Hon gifte sig 1930 med författaren och konstnären Tito Colliander.  
Hon utbildade sig i Sankt Petersburg och vid Centralskolan för konstflit i Helsingfors och debuterade 1930. Hon gjorde först och främst träsnitt, gärna med religiösa och bibliska motiv, utförda i en fantasirik, dekorativ svartvit stil inspirerad av ikonkonsten. Hon har även gjort bildtolkningar av lyriker som Rainer Maria Rilke. Hon konverterade till den ortodoxa tron vid årsskiftet 1936–1937, då Ina och Tito Colliander bodde i närheten av det ortodoxa klostret i Petseri i Estland. 
Hon tilldelades Pro Finlandia-medaljen 1959.
Colliander var mormor till journalisten Baba Lybeck.
Colliander finns representerad vid bland annat Ateneum och Statens konstverkskommission.